# Stałe Przedstawicielstwo Wysp Marshalla przy ONZ
Stałe Przedstawicielstwo Wysp Marshalla przy Narodach Zjednoczonych (ang. Permanent Mission of the Republic of the Marshall Islands to the United Nations) – misja dyplomatyczna Republiki Wysp Marshalla przy Organizacji Narodów Zjednoczonych z siedzibą w Nowym Jorku.
Misja stałego przedstawiciela Wysp Marshalla przy Narodach Zjednoczonych oprócz ONZ obejmuje również inne państwa, m.in. Rzeczpospolitą Polskę.

## Historia
Republika Wysp Marshalla została przyjęta do Organizacji Narodów Zjednoczonych w 1991.